# Сун Вуконг
Сун Вуконг (упрошћ. кин: 孙悟空; пин'јин: Sūn Wùkōng ), познатији као Краљ Мајмуна, је митолошко биће које се појављује у многим кинеским легендама, које датирају још из династије Сонг (960—1279). Појављује се као главни лик у познатом кинеском класичном роману ‘’Путовање на запад’’. Сун Вуконг се такође може пронаћи у многим причама и адаптацијама. Сун Вуконг је рођен из камена који поседује натприродне моћи. Након што се побунио против Неба, Буда га је затворио испод планина. Кроз радњу романа касније се придружује будистичком монаху Xуанцангу на путовању да поврате будистичке сутре из Индије. Сун Вуконг поседује невероватну снагу, може да подигне своју палицу која износи 13,500 ђина (7,960 кг), а такође има и невероватну брзину. У једном скоку може да пропутује 108,000 лиа (21,675 км), што је скоро пола света. Сун Вуконг може да се трансформише у 72 облика, као на пример у животиње, предмете или чак воће. Вешт је борац, способан је да се бори против најбољих небеских ратника. Свака од његових длака поседује магичне карактеристике, способне су да се трансформишу у клонове самог Краља Мајмуна, или у различита оружја, животиње и друге објекте. Поседује могућност да командује ветром, раздваја воду, призива заштитне кругове против демона и замрзава људе, демоне, па чак и Богове. Сам настанак Сун Вуконга везује се за легенду о Белом Мајмуну, која је настала у време династије Чу (700-253 п.н.е). Сматра се још да је легенда о Сун Вукогу потекла из индијског мита о мајмуну званом Хануман, из инђиске познате поеме Рамајана (Ramayana).

## Порекло

### Рођење и младост
Према легенди, Сун Вуконг је рођен из магичног камена, који се налазио на врху планине Цвећа и Воћа. Сам камен је развио у себи магичну утробу, која се једног дана отворила и створила камено јаје. Под ударом ветра, камено јаје се претворило у мајмуна, који је већ могао да пузи и да хода. Како су се његове очи померале, тако су из њих изашла два зрака светлости која су отишла према Палати од жада и изненадила цара Жада. Приметивши то цар Жада, послао је своје официре да посматрају мајмуна, али како је мајмун све више јео и пио, тако је светло све више слабило. Цар Жада је на крају одустао од помисли да је мајмун неко посебно биће.
Сун Вуконг се временом спријатељио са животињама са планине Цвећа и Воћа, и придружио групи мајмуна. Након играња би се временом купали у потоку. Једног дана мајмуни су одлучили да истраже извор потока и да се попну на планину до водопада.
Договорили су се да онај ко прође кроз водопад и пронађе извор потока, и потом се врати, постане краљ мајмуна. Једино је Камени мајмун одлучио да покуша и скочио је у водопад. Прошавши водопад, пронашао је велики гвоздени мост и кућу. Када се вратио мајмунима, одвео их је до куће. Кућа је постала њихов дом, и по договору су Каменог мајмуна прогласили њиховим краљем. Поставши краљ, Камени мајмун је себе назвао Згодним краљем мајмуна.
Сун Вуконг у потрази за оружјем одлази у палату Ао Куанга, краља змајева од Источног мора. Након што га је победио у борби, проналази своје оружије, златну палицу звану Руји Јингу Банг (упрошћ. кин: 如意金箍棒; пин'јин: Rúyì Jīngū Bàng), која је била једно од блага Ао Куанга. Када је Сун Вуконг пришао палици, почела је да светли, показујући тиме да је Сун Вуконг њен прави власник. Палица може да мења свој облик, повећавајући се и смањујући се. Тешка је око 13,500 ђина (7,960 кг). Сун Вуконг је узео златну верижњачу (упрошћ. кин: 鎖子黃金甲; пин'јин: suǒ zǐ huáng jīn jiǎ), фениксову перјану капу (упрошћ. кин: 鳳翅紫金冠; пин'јин: fèng chì zǐ jīn guān) и чизме, које могу да ходају по облаку (упрошћ. кин: 藕 絲 步雲 履; пин'јин: ǒu sī bù yún lǚ). Вративши се на планину, демонстирирао је какво је ново оружије добио и колико је снажан постао, привлачећи пажњу осталим моћним бићима. Оформио је савез са краљем демоном Биком (упрошћ. кин: 牛魔王; пин'јин: niú mó wáng), краљем демоном Сауријаном (упрошћ. кин: 蛟魔王; пин'јин: jiāo mó wáng), демоном краљем Рок (упрошћ. кин: 鵬魔王; пин'јин: : péng mó wáng), краљем демоном Лављим духом (упрошћ. кин: 獅狔王; пин'јин: shī nǐ wáng) и краљем Макакуом (упрошћ. кин :獼猴王; пин'јин: mí hóu wáng).
Сун Вуконг пркоси Паклу (упрошћ. кин: 地狱; пин'јин: Dìyù ) да покупи његову душу, избрисавши своје име и имена његових пријатеља мајмуна из књиге живота и смрти. Краљ змајева и краљеви Пакла су га пријавили цару Жада за његова лоша дела.

### Напад на рајску палату
У нади да ће унапређење и већи чин међу боговима учинити Сун Вуконга разумнијим, цар од Жада га позива у Рај. Сун Вуконг је мислио да ће добити почасно место као и остали богови, али му је краљ Жада доделио најгори посао, да надгледа шталу коња, називајући га Заштиником коња. Схвативши какав посао му је додељен, Сун Вуконг се побунио против Раја и назвао себе Великим мудрацем једнаким Рају и пустио коње на слободу. 
Приморана да прихвате његову титулу, Небеса му дају други посао, именују га за чувара Рајске баште. Схвативши да није позван на краљевску гозбу, на коју су долазили сви битни богови и богиње, Сун Вуконг је отворено показао гнев и пркос, украо је и појео Xи Вангмуову брескву бесмртности, Лаозиове таблете дуговечности, и попио је краљевско вино цара Жада. Након тога је побегао у своје краљевство и почео да спрема побуну против Раја.
Сун Вуконг је једном руком победио Рајску восјку од 100. 000 небеских ратника, свих 28 сазвежђа, 4 рајска краља и Неџу, доказавши да је једнак најбољем рајском генералу Ерланг Схеном. Уз помоћ Таостичких и Будистичких снага, неких великих божанстава и Гуанyин, Сун Вуконг је ухваћен. Након неколико неуспелих покушаја да га погубе, Сун Вуконга су затворили у Лаозиов осмо-триграмску купелу, да би га Самадхи ватра дестиловала у еликсир дуговечност. Након 49 дана су отворили казан, из кога је изашао Сун Вуконг јачи него пре, притом наставивши своју побуну против Раја . Он је сада способан да својим очима препозна зло, али не може да види ништа када се нађе близу дима.

### Заточеништво
Краљ Жада и остала божанства, не знајући шта да ураде, позвали су Буду, који је дошао из свог Храма са Запада. Буда је направио опкладу са Сун Вуконгом, да он не може побећи из Будине шаке. Самоуверено, Сун Вуконг је прихватио понуду. Скочивши, стигао је до краја света. Видевши ништа сем пет стубова, веровао је да је дошао до краја Раја. Да би доказао свој траг, обележио је сваки стуб фразом да је највећи мудрац једнак Рају. Потом је скочио назад и слетео у Будину шаку. Изненађен, схватио је да су ти стубови, у ствари, пет Будиних прстију. Покушавајући да побегне, Буда је своју шаку претворио у планину, заробивши га талисманом, на ком се налазила мантра Ом Мани Панде Хум. Сун Вуконг остаје ту заробљен 500 година.

## Лик у књижевним делима

### Путовање на запад
Сун Вуконг је описан као лик у роману Сјијоуђи (упрошћ. кин: 西遊記; пин'јин: Xīyóу јì), или "Путовање на запад" (16. век). Овај роман приказује дешавања након Вуконговог одслужења казне која је трајала 500 година. Богиња Гуанјин је тражила ученике који ће штитити монаха Сјуенцанга, који се запутио ка Индији како би сакупио будистичке сутре. Он узима Вуконга за свог пратиоца, а у замену му обећава да ће га ослободити након ходочашћа . Током ходочашћа се борио са демонима и другим натприродним бићима како би заштитио Сјуенцанга . С обзиром на то да је Вуконг још увек био поприлично немиран, богиња Гуанјин даје Сјуенцангу Будин поклон; огрлицу којом је могао да контролише Вуконга (кад год би правио проблеме, Сјуенцанг би стегао магичну огрлицу која наноси огроман бол ). Сун је био најинтелигентнији члан групе коју си чинили још Џу Бађие и Ша Вуђинг . Био је веома добар борац, и могао је да препозна прерушене демоне, што га је чинило и најјачим у групи. Поред тога, Гуанјин му је подарила способност да своје длаке, дувањем у њих, претвара у шта год жели (углавном их је претварао у своје клонове, како би имао надмоћ у борби). Сунова дечија разиграност је у неким тренуцима велики контраст његовом лукавом уму, што га чини веома јединственим херојем. Сјуенцангова група се суочава са 81 невољом на путу за време своје мисије, након које су се безбедно вратили у Кину. Тамо је Сун Вуконг награђен титулом Буде, због свог верног служења и снаге.

### Допуна путовања на запад
Још једно дело у ком је Сун Вуконг описан је кратак роман Xијоубу (упрошћ. кин: 西游补; пин'јин: Xī Yóu Bǔ) или „Допуна путовања на запад“. Радња овог дела се дешава у периоду краја 61. и почетка 62. поглавља дела „Путовање на запад“. У том делу, Сун је заробљен у магичном свету снова од стране рибе-демона Ћинг који жели да поједе Сјуенцанга. Сун, путујући кроз време, наилази на бројне авантуре и препреке. У време династије Ћин се прерушава у конкубину Ђу, како би пронашао магично оружје, које му је потребно за пут у Индију. За време династије Сонг, заузима место краља Јаме, и суди мртвима. Након што се враћа у време династије Танг, сазнаје да се Сјуенцанг оженио и постао суров генерал. Против своје воље, учествује у рату између свих династија, током ког се чак сукобљава са својим сином, краљем Парамитом, на бојном пољу. На крају се Сун буди на време из сна како би убио демона, који је све време, у ствари, био физичко отелотворење његове жеље и страсти. Аутор овог дела, Тонг Јуе, је написао књигу, јер је желео да створи противника ког Сун не може поразити само својом снагом и борилачким вештинама.